# Porphy no Nagai Tabi
Porphy no Nagai Tabi (яп. ポルフィの長い旅 Поруфи но нагаи таби, «Долгое путешествие Порфи») — аниме, снятое по мотивам произведения детского писателя Поля-Жака Бонзона «Сироты Симитры» (фр. «Les orphelins de Simitra»). Является частью серии «Театр мировых шедевров» студии Nippon Animation. Аниме транслировалось на телеканале Fuji TV в 2008 году, и состоит из 52 серий. Действие происходит в Европе. Греческий мальчик по имени Порфирас Патагос («Порфи») и его сестра Марина (сокращённо «Мина») стали сиротами после землетрясения, разрушившего их дом в Греции. Вдвоём они решили путешествовать по Европе в поисках нового дома.

## Сюжет
Порфирасу «Порфи» Патагосу почти 13 лет, он всегда жил со своими родителями и сестрой Миной в деревне Симитра в нескольких километрах от Янины. От своего отца он унаследовал страсть к автомобилям и надежду на то, что в один прекрасный день он сможет работать на заправке в маленьком гараже, который его отец построил недалеко от их дома.
Но мечты Порфи были внезапно сметены сильным землетрясением, которое поразило Симитру, и в котором погибли его родители. Порфи и его младшая сестра Мина остаются сиротами. Вскоре после трагедии Мина исчезает. Порфи в отчаянии, ведь для Мины он единственный близкий человек. Он решает отправиться в путешествие через Италию и Францию на поиски своей сестры. Единственное, что может помочь ему в поисках, это фотография Мины и тот факт, что у Мины была любовь к пению, она хотела стать певицей.
Во время этого долгого путешествия, которое будет длиться пять месяцев, Порфи придётся пережить трудные времена, захватывающие приключения и познакомится с множеством людей.

## Персонажи
Порфи — Порфирас Патагос (яп. ポルフィ-ポルフィラスパタゴス Поруфи — Поруфирасу Патагосу)
Порфи родился в маленькой деревне в Греции. Весёлый и полный добрый мальчик, увлечённый автомобилями. Многому научился в области механики, наблюдая за работой своего отца. Мечтает работать с отцом в их гараже, но страшное землетрясение навсегда изменяет его жизнь.
Мина — Марина Патагос (яп. ミーナ-マリーナパタゴス Ми:на — Мари:на Патагосу)
Младшая сестра Порфи, девочка с большим воображением. Всегда помогает матери на кухне. После смерти родителей, её характер резко меняется: она замыкается и почти полностью отказывается говорить и есть.
Кристофор Патагос (яп. クリストフォールパタゴス Курисутофо:ру Патагосу)
Отец Порфи и Мины. Всегда весёлый, раньше он разводил коз, но после своей военной службы в Афинах стал занимался ремонтом автомобилей. Вместе с женой погибает в результате землетрясения, которое разрушило его деревню.
Анек Патагос (яп. アネークパタゴス Анэ:ку Патагосу)
Мать Порфи и Мины. Дочь богатой семьи, но вышла замуж за Кристофора против воли своих родителей и была вынуждена навсегда покинуть свой дом. Имеет старые карманные часы, единственную память о своей матери, которые она хотела в один прекрасный день отдать дочери Мине. Вместе с мужем погибла в результате землетрясения.
Аполлон (яп. アポロ Апоро)
Сова, которая пробиралась в комнату Порфи и Мины, после чего сразу была принята в семью Патагос.
Заимис (яп. ザイミス Дзаимису)
Близкий друг Порфи, живёт в той же деревне, не равнодушен к Мине. Мечтает когда-нибудь преподавать в Афинском университете. В результате землетрясения теряет своего отца, а спустя несколько дней после катастрофы его мать родила ему сестру, которую назвали Эльпида. Заимис, его мать и сестра переезжают в соседнюю деревню к тёте. В конце истории Заимис и Порфи случайно встречаются в Париже, и он помогает ему найти Мину.
Коринна (яп. コリーナ Кори:на)
Ровесница Порфи. Дочь мэра Симитры. Ревнует Заимиса к Мине и Порфи. Погибла в результате землетрясения вместе с родителями.

## Аниме
Открывающая тема это "Porphy no Nagai Tabi" (яп. ポルフィの長い旅), поет Ikuko. Закрывающая тема это "Kimi e to Tsuzuku Michi" (яп. 君へと続く道), поет Da Capo. Песня, использованная в 39 серии, это "Shimitora e no Omoi" (яп. シミトラへの想い), исполненная Ikuko.
| #  | Episode Title                                                                             | Original air date |
| -- | ----------------------------------------------------------------------------------------- | ----------------- |
| 1  | «The Letter From Papa» «Tōsan Karano Tegami» (父さんからの手紙)                           | январь 6, 2008    |
| 2  | «A Friend Came to Visit» «Tomodachi ga Yattekita» (友達がやってきた)                      | январь 13, 2008   |
| 3  | «Picking up Papa» «Tōsan o Mukaeni» (父さんを迎えに)                                      | январь 20, 2008   |
| 4  | «Mina's Birthday» «Mina no Tanjōbi» (ミーナの誕生日)                                      | январь 27, 2008   |
| 5  | «Our Station» «Bokutachi no Sutēshon» (ぼくたちのステーション)                            | февраль 3, 2008   |
| 6  | «The Girl Who Came From Italy» «Itaria Kara Kita Shōjo» (イタリアから来た少女)            | февраль 10, 2008  |
| 7  | «The Thing That Porphy Wants» «Porufi no Hoshii Mono» (ポルフィの欲しいもの)              | февраль 17, 2008  |
| 8  | «Late Night Operation» «Mayonaka no Sakusen» (真夜中の作戦)                               | февраль 24, 2008  |
| 9  | «A New World» «Atarashī sekai» (新しい世界)                                               | март 2, 2008      |
| 10 | «A Summer Day» «Natsu no Ichinichi» (夏の一日)                                            | март 9, 2008      |
| 11 | «Pump and Ice Cream» «Ponpu to aisukurīmu» (ポンプとアイスクリーム)                       | март 16, 2008     |
| 12 | «The Fated Day» «Unmei no Hi» (運命の日)                                                  | март 23, 2008     |
| 13 | «Things Lost and Things Left Behind» «Ushinatta Mono Nokotta Mono» (失ったもの残ったもの) | март 30, 2008     |
| 14 | «I'll Protect Mina» «Boku wa Miina o Mamoru» (ぼくはミーナを守る)                         | апрель 6, 2008    |
| 15 | «Embracing the Memories» «Omoide o Dakishimete» (思い出を抱きしめて)                      | 13 апреля 2008    |
| 16 | «Towards the Sea» «Umi no Mukou He»                                                       | 20 апреля 2008    |
| 17 | «The Pure White Departure» «Masshiro Na Tabidachi»                                        | 27 апреля 2008    |
| 18 | «Farewell, Greece» «Sayonara, Girisha»                                                    | 4 мая 2008        |
| 19 | «At the Italian Docks» «Itaria No Minato De»                                              | 11 мая 2008       |
| 20 | «The City of Caverns» «Doukutsu No Machi»                                                 | 18 мая 2008       |
| 21 | «Dora's Farewell» «Doora To No Wakare»                                                    | 25 мая 2008       |
| 22 | «Continuing Down the Train Line» «Senro Ha Tsuduku Yo»                                    | 1 июня 2008       |
| 23 | «The Cracked Doll» «Hibiware Ta Ningyou»                                                  | 8 июня 2008       |
| 24 | «The Place Where Smiles Come Back» «Egao No Kaeru»                                        | 15 июня 2008      |
| 25 | «A Little Friendship in a Little City» «Chiisana Machi No Chiisana Yuujou»                | 22 июня 2008      |
| 26 | «If I Can Hear The Whistle» «Kiteki Ga Kikoe Tara»                                        | 29 июня 2008      |
| 27 | «I Want You To Receive It» «Anata Ni Todoke Tai»                                          | 29 июня 2008      |
| 28 | «Sicilian Rhapsody» «Shishirian Rapusodi»                                                 | 13 июля 2008      |
| 29 | «The Letter» «Tegami»                                                                     | 20 июля 2008      |
| 30 | «The Roman Signpost» «Rooma No Michishirube»                                              | 27 июля 2008      |
| 31 | «Somewhere In The City» «Kono Machi No Doko Ka Ni»                                        | 3 августа 2008    |
| 32 | «Mina and Isabella» «Miina To Iza Bera»                                                   | 10 августа 2008   |
| 33 | «Young Men Covered With Wounds» «Kizu Darakeno Shounen-tachi»                             | 17 августа 2008   |
| 34 | «A Present To An Angel» «Tenshi He No Purezento»                                          | 24 августа 2008   |
| 35 | «The Believing Heart» «Shinjiru Kokoro»                                                   | 31 августа 2008   |
| 36 | «The Mask Of Honesty» «Kamen No Sugao»                                                    | 7 сентября 2008   |
| 37 | «The Scenery That They See» «Futaride Miru Keshiki»                                       | 14 сентября 2008  |
| 38 | «Scattering In The Wind» «Kaze Ni Chiru»                                                  | 21 сентября 2008  |
| 39 | «The Road That Leads To You» «Kun Heto Tsuduku Michi»                                     | 28 сентября 2008  |
| 40 | «Aiming For The Border» «Kokkyou wo Mezashi Te»                                           | 5 октября 2008    |
| 41 | «The Family in Southern France» «Minami Furansu no Kazoku»                                | 12 октября 2008   |
| 42 | «Love Taken Away» «Ubawa Reta Ai»                                                         | 19 октября 2008   |
| 43 | «Friends» «Tomo Yo»                                                                       | 26 октября 2008   |
| 44 | «Gaining Courage» «Yuuki Woageru»                                                         | 2 ноября 2008     |
| 45 | «The Rose Blooming In The Alley» «Rojiura ni Saku Bara»                                   | 10 ноября 2008    |
| 46 | «The Chance Meeting In Paris» «Pari Nomeguri Ai»                                          | 16 ноября 2008    |
| 47 | «The New Door» «Atarashi i Tobira»                                                        | 23 ноября 2008    |
| 48 | «The Fragment Of A Dream» «Yume Nokakera»                                                 | 30 ноября 2008    |
| 49 | «Rendezvous» «Randebuu»                                                                   | 7 декабря 2008    |
| 50 | «A Lie» «Uso»                                                                             | 14 декабря 2008   |
| 51 | «The Wish» «Negai»                                                                        | 21 декабря 2008   |
| 52 | «For This Moment» «Kono Shunkan Notameni»                                                 | 28 декабря 2008   |